# 西頓村 (新墨西哥州)
西頓村（英語：Seton Village）是位於美國新墨西哥州聖菲縣的普查規定居民點。

## 人口
根據2020年美國人口普查的數據，西頓村的面積為0.18平方千米，皆為陸地。當地共有人口72人，而人口密度為每平方千米400人。